# Oxalis bisecta
Oxalis bisecta är en harsyreväxtart som beskrevs av Norlind. Oxalis bisecta ingår i släktet oxalisar, och familjen harsyreväxter. Inga underarter finns listade i Catalogue of Life.